# Doctrine du double effet

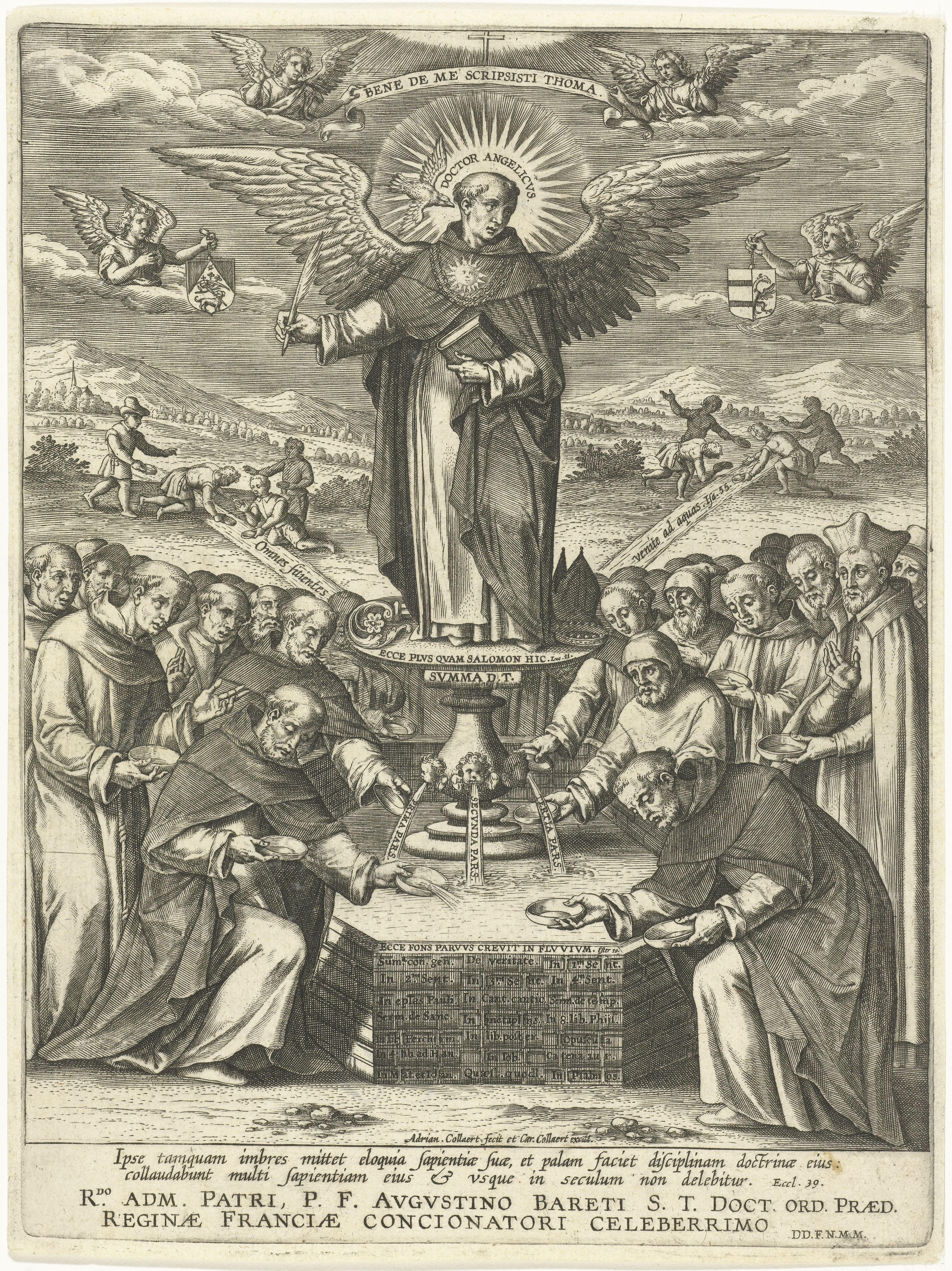
Glorification de saint Thomas d'Aquin.

La doctrine du double effet est une thèse de philosophie morale, que l'on attribue habituellement à Thomas d'Aquin à partir du texte de la Somme théologique (II-II, q.64, a.7),. Cette doctrine est retravaillée par Elizabeth Anscombe dans son ouvrage L'Intention. Elle vise à expliquer dans quelles circonstances il est permis de commettre une action ayant à la fois de bonnes et de mauvaises conséquences (c'est-à-dire un double effet).

## Conditions
La doctrine du double effet énonce plusieurs conditions nécessaires pour qu'une action puisse être moralement justifiée alors même qu'elle comporte de mauvais effets : 
- L'action elle-même doit être bonne ou moralement neutre
- Le bon effet doit résulter de l'acte et non du mauvais effet
- Le mauvais effet ne doit pas être directement voulu, mais doit être prévu et toléré
- Le bon effet doit être plus fort que le mauvais effet, ou bien les deux doivent être égaux (au sens où ce serait un mal plus grand de l’éviter sans produire le bon effet).

La dernière condition est celle dont la formulation varie le plus dans les manuels sur la doctrine du double effet. L’idée d’une proportion entre les deux effets, ou d’une différence entre les conséquences, permet d’y voir un élément de conséquentialisme.
Roger Teichmann estime qu'il y a un état des choses qui, si on les recherche comme fins ou comme moyens, rendent nécessairement mauvaise l’action entreprise, mais qui, si on les produit comme des effets collatéraux prévus de l’action, ne la rendent pas nécessairement mauvaise. Par exemple, couper la jambe de quelqu'un produit un mal, mais ce mal peut être recherché pour un bien plus grand. En revanche, bombarder une ville - et faire de nombreuses victimes collatérales - pour tuer un chef terroriste, est une action disproportionnée entre le mal réalisé et le bien recherché. 
Cette thèse soutient en résumé qu'il est parfois justifié de produire une conséquence mauvaise si elle est seulement un effet secondaire de l'action, et non pas intentionnellement recherchée. 
Cette doctrine a de nombreuses applications, notamment dans les théories de la guerre juste. On trouve aussi le principe du double effet en médecine par rapport aux effets des thérapeutiques. 
La doctrine du double effet est contestée par les tenants de l'utilitarisme, qui refusent notamment la possibilité que deux actions identiques dans leurs conséquences ne soient pas d'égale valeur[réf. nécessaire].